# Heinrich von Hohenlohe
Heinrich von Hohenlohe (... – 15 luglio 1249) è stato il settimo Gran Maestro dell'Ordine Teutonico, in carica dal 1244 fino alla morte.

## Biografia
Egli era il figlio del più potente e del più ricco vassalo del Württemberg e aveva quattro fratelli e una sorella.
Von Hohenlohe fu canonico del Vescovato di Würzburg dal 1218 al 1219. Nel 1220, egli e due dei suoi fratelli aderirono all'Ordine Teutonico, donando contemporaneamente parte della propria eredità paterna all'ordine. Egli divenne uno dei signori feudali più potenti di Germania con possedimenti anche a Mergentheim e lungo le rive del Tauber. Nel 1221, von Hohenlohe si recò in pellegrinaggio in Terra Santa e, una volta ritornato, venne nominato Komtur di Mergentheim.
Passato agli ordini del Gran Maestro Hermann von Salza nel 1225, von Hohenlohe scortò Isabella II di Gerusalemme, la seconda moglie dell'Imperatore Federico II, dal Regno d'Italia. Da questo punto, von Hohenlohe avrebbe trascorso molto tempo presso il Gran Maestro, guadagnandosi importanti posizioni politiche e sociali in Germania, risiedendo a Mergentheim.
Quando il capitolo dell'ordine chiese ed ottenne le dimissioni di Gerhard von Malberg dall'incarico di Gran Maestro, von Hohenlohe venne scelto come suo successore. Gli venne consigliato di supportare l'Imperatore nel suo conflitto con il Papa Innocenzo IV: von Hohenlohe rappresentò gli interessi dell'Imperatore, causando l'opposizione di molti cavalieri dell'ordine e del Maestro dell'Ordine Livoniano, Dietrich von Grüningen.
Nel 1246, von Hohenlohe si recò in Prussia per iniziare una crociata e, come risultato, assediò e conquistò Christburg. Egli siglò quindi un trattato con le popolazioni della Vecchia Prussia e con il Duca di Pomerania, Świętopełk II il Grande.
Von Hohenlohe morì nel luglio del 1249, poco dopo essere tornato dalla Prussia. Egli venne sepolto nella chiesa di Mergentheim.